# Przedmieście Szczecińskie
Przedmieście Szczecińskie - przedmieście Stargardu, dziś położone w centrum miasta, na zachód od dworca PKP, przy drodze krajowej nr 10. Na terenie przedmieścia znajdują się: dworzec PKS, zabytkowa zabudowa „czerwonych koszar”, Ośrodek Sportu i Rekreacji (z pływalnią i kortami tenisowymi), Dom Kultury Kolejarza oraz Gimnazjum nr 3. 
Obecnie trwają prace rozbiórkowe byłych warsztatów szkolnych ZS nr 1 w rozwidleniu ul. Szczecińskiej i 11 Listopada, gdzie powstanie kompleks handlowo-mieszkaniowy. W najbliższych latach na skrzyżowaniu Bema, Szczecińska, 11 Listopada, Towarowa, Wyszyńskiego ma powstać rondo, będące początkiem budowy centrum przesiadkowego PKP, PKS, MZK i busów.
Główne ulice:
- Szczecińska
- Bema
- 11 Listopada
- Towarowa
- I Brygady